# トゥーニバース
トゥーニバース（朝: 투니버스、英: Tooniverse）は、オンメディア（現・CJ ENM）が設立した、韓国で最初のアニメ専門チャンネルである。現在は、アニメ以外も放送する子供番組専門チャンネルになっている。
チャンネル名は、英語の「カートゥーン」（Cartoon）と「ユニバース」（Universe）を合わせた造語である。

## 概要
ケーブルテレビゾーンの開局日程である1995年12月1日より放送を開始した。アニメ専門チャンネルが複数設立された現在でも、全ケーブルテレビチャンネル（PP）中、視聴率1位を誇る人気チャンネルとなっている。なお、2002年3月より放送を開始した衛星デジタル放送「KTスカイライフ」（KT Skylife）への番組送信も行い、視聴率1位を記録するなど人気チャンネルとなっていたが、僅か半年あまりでオンメディア（放送提供業者）側の一方的な再契約拒否により、スカイライフでの放送を中止した。これには「KTスカイライフ」にお客を取られることを危惧したケーブルテレビ局（MSO）側がロビー活動をした結果といわれている（この結果人気アニメチャンネルを失った「スカイライフ」は大きな痛手となり、その後「アニマックス」などスカイライフ専門アニメチャンネルを開局させることになる）。
その後しばらくの間、ケーブルテレビ独占放送が続いていたが2009年よりIP放送への番組送信を開始し、CJグループとなった2011年には、KTスカイライフへの送信を再開した。放送されているアニメ作品の多くが日本での製作であるため、毎年のように放送委員会から「放送法上の義務編成比率」（一国家制作番組の放送量を60パーセント以内にする）違反により過怠料を科されている。アニメ専門チャンネルであるが、一時期はスーパー戦隊シリーズなどの特撮番組、『ガラスの仮面』などのテレビドラマも放映していた。
CJ ENMが自主製作した子供番組や児童向けドラマなどの実写番組も編成されているが、その多くがトゥーニバースブランドで製作されており、tvNやOGNといったCJ ENMの他ブランド名義で製作された番組は、他チャンネルと比べて圧倒的に少ない。

## ロゴマーク

2001年 - 2008年[3]
2012年 - 2015年[3]
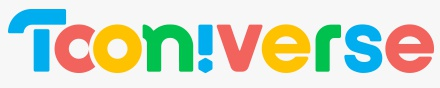
2015年 - 2019年
2019年 - 現在[3]

## 放送作品

### 日本製作
- 夢のクレヨン王国
- おジャ魔女どれみシリーズ（ドッカ～ン!からナイショまで）
- アガサ・クリスティーの名探偵ポワロとマープル
- 封神演義
- RAVE
- NARUTO -ナルト-
- ヒカルの碁 - 先行して放送されていた韓国放送公社(KBS)版をすべて破棄して再制作
- 花より男子
- あたしンち
- 彼氏彼女の事情
- ふしぎ星の☆ふたご姫
- ふしぎ星の☆ふたご姫 Gyu!
- チンプイ
- ウォーターボーイズ（日本ドラマ）
- ガラスの仮面（日本ドラマ）
- 学園アリス
- ケロロ軍曹
- クレヨンしんちゃん
- ポケットモンスターシリーズ
- ぼのぼの
- ちびまる子ちゃん
- 名探偵コナン - 78話まではKBS制作、トゥーニバース版もKBS版の設定に従う
- ローゼンメイデン
- 焼きたて!!ジャぱん
- MAJOR
- シュガシュガルーン
- 星のカービィ - 4KIDS（米国）版に準拠した設定で放送
- 忍たま乱太郎
- 魔法陣グルグル
- 銀魂
- しゅごキャラ!
- 犬夜叉
- デジモンアドベンチャー
- ドラえもん
- とっても!ラッキーマン
- 瀬戸の花嫁
- きこちゃんすまいる
- 学校の怪談
- 浦安鉄筋家族
- イナズマイレブン
- アイカツ!（アイ・アム・スター! -夢のオーディション-というタイトルで放送）
- 超特急ヒカリアン
- 探検ドリランド
- 黒魔女さんが通る!!
- ガッチャマン クラウズ
- カードキャプターさくら
- 妖怪ウォッチ
- 12歳。～ちっちゃなムネのトキメキ～
- デ・ジ・キャラットにょ
- あずまんが大王 -漫画版とは違い、人物と国の設定を韓国に変更して放送

など。

### アメリカのアニメ
- ザ・シンプソンズ
- スポンジ・ボブ
- アニマニアックス
- Oops!フェアリーペアレンツ
- パワーパフガールズ - シーズン1・2のエピソードのみ放送。
- デクスターズラボ
- アベンジャーズ 地球最強のヒーロー

など。

### 韓国のアニメ
- シンビアパート
- ハロー カーボット
- ラーバ
- ジファイターズ
- スーパーZ
- プッカ
- ヒーローサークル
- タイムトラベラー・ルーク（朝鮮語版）
- ウィッシュキャット（朝鮮語版）